# Gymnotheca involucrata
Gymnotheca involucrata är en tvåhjärtbladig växtart som beskrevs av Sheng Seng Ji Pei. Gymnotheca involucrata ingår i släktet Gymnotheca och familjen Saururaceae. Inga underarter finns listade i Catalogue of Life.